# 標章の国際登録に関するマドリッド協定
標章の国際登録に関するマドリッド協定（ひょうしょうのこくさいとうろくにかんするマドリッドきょうてい、Madrid Agreement Concerning the International Registration of Marks、略称：マドリッド協定 (Madrid System)）は、1891年に作成された商標の国際登録について定める国際条約である。

## 概要
この条約の管理は世界知的所有権機関が行っている。締約国は52か国（2006年12月現在）。
この条約は、手続き上の制約が厳しかったため（下記の表参照）、日本、米国、英国等の主要国が締結していない。このため、より多くの国が参加可能な国際登録制度の創設をめざして、1989年にマドリッド協定議定書が作成された。マドリッド協定議定書は、日本、米国、英国も締結しており、その締約国は71か国（2006年12月現在）とマドリッド協定を上回っている。
| 協定名               | 使用言語                   | 拒絶通報期間 （出願〜） | 本国における基礎登録が無効・取消となった場合                       |
| -------------------- | -------------------------- | ----------------------- | ------------------------------------------------------------------ |
| マドリッド協定       | フランス語                 | 1年以内                 | 国際登録も取り消され、救済措置がない                               |
| マドリッド協定議定書 | 英語 フランス語 スペイン語 | 1年又は1年6月以内       | 国際登録も取り消されるが、国際登録を各指定国への国内出願に変更可能 |

なお、世界知的所有権機関が管理する条約には、同じくマドリッド協定という語を含む虚偽の又は誤認を生じさせる原産地表示の防止に関するマドリッド協定があるが、これは原産地表示に関するもので、本項の標章の国際登録に関するマドリッド協定とは全く別の条約である。